# استعمار القارة القطبية الجنوبية

مزاعم استحقاقت بعض الدول على مناطق في أنتاركتكا طبقا لنظام معاهدة أنتاركتكا:
نيوزيلندا
أستراليا
فرنسا
النرويج
المملكة المتحدة
تشيلي
الأرجنتين

استعمار أنتاركتكا أو  استعمار القارة القطبية الجنوبية Colonization of Antarctica يشير هذا التعبير إلى بعض الناس أو الباحثين يقيمون بصفة دائمة في القارة القطبية الجنوبية؛ إلا أن هذا ليس صحيحا، فحاليا يزور أنتاركتكا مجموعات من العلماء والباحثين وما يتبعهم من مهندسين داعمين لها. إن القارة القطبية الجنوبية «أنتاركتكا» هي القارة الوحيدة على الأرض التي لا يسكنها أحد من الهنود الحمر بشكل دائم.
يوجد في القارة القطبية الجنوبية حاليا مجموعات علماء وباحثين من 30 دولة يعيشون ويؤدون البحث العلمي في نحو 30 قاعدة علمية. منهم 40 قاعدة مأهولة طوال السنة و 30 منها يشتغلون خلال الصيف فقط. أما الباحثون والعاملون بيبلغ عددهم نحو 4000 في الصيف وينخفضون إلى نحو 1000 باحث في الشتاء.
كما تمت حالات ولادة في القارة القطبية الجنوبية، من ضمنهم 8 في قاعدة إسبيرانسا الأرجنتينية، حيث تمت في تلك القاعدة أيضة أول ولادة، وثلاثة ولدوا في قاعدة تشيلي.

## أفكار سابقة لاستعمارها
كان الناس يظنون خلال الخمسينيات من القرن الماضي أنه يمكن إنشاء مدن تعيش تحت قبة من الزجاج في وسط الجليد. وكان التفكير في أن تكون معامل تنظيم درجة الحرارة وإنتاج الطاقة خارج تلك القباب الزجاجية. كما اقترح إنشاء إنارة اصطناعية من برج عال ليعمل كشمس اصطناعية خلال أشهر الظلام. وكانت الأفكار تتضمن أيضا رحلات منتظمة بالطائرات وإنشاء مناجم تحت الأرض تحت طبقة الجليد؛ إلا أن مشكلة اتضحت بخصوص فكرة إنشاء محطة نووية لإنتاج الطاقة في أنتاركتكا والقيام بالتدفئة. وقد بني مفاعل نووي بالفعل في قاعدة ماك موردو ولكنه تسبب في إشعاع وتسربات لمواد مشعة ضارة للصحة ولهذا أغلق المفاعل منذ زمن طويل.
مع زيادة الإقبال على أنشاء معامل للبحث العلمي في أنتاركتكا من قبل الدول، وضع نظام معاهدة القارة القطبية الجنوبية، وهي معاهدة دولية للحد من النشاطات المدنية في أنتاركتكا. ومن جهة أخرى فإن السكن فيها بصفة مستمرة غير عملي وقد أدى ذلك إلى أن زعم استحقاقات دول لمساحات عليها لا تقابل من المجتمع الدولي بالرضاء ولا يُعترف بتلك المزاعم.

## اقرأ أيضا
- قائمة القواعد في القارة القطبية الجنوبية
- بحر ودل
- كوتس لاند
- درنة بولارشتيرن
- سفينة بحوث بولارشتيرن